# Seznam festivalů v Severní Makedonii
Seznam festivalů v Severní Makedonii obsahuje všechny kulturní akce, rozdělené podle oboru. 

## Podle oboru

### Filmové
- Mezinárodní filmový festival bratrů Manakiových

### Hudební
- Balkan Music Square Festival
- Asteriks – mezinárodní dětský festival
- Ohridsko Leto – každoroční divadelní a hudební festival, probíhající během července a srpna
- Skopský jazzový festival
- MakFest
- Ochridský pěvecký festival
- Ohrid Fest
- Skopje Fest

### Folklórní a tradiční
- Balkan Festival of Folk Songs and Dances – každoroční lidový festival
- Galička Svatba – každoroční událost ve vesnici Galičnik, kde se vybrané páry účastní svatebního průvodu

### Dětské
- Si-Do

### Divadelní
- Struški večeri na poezijata – mezinárodní festival poezie ve Struze
- Denovi na komedija – divadelní festival v Kumanovu

### Sportovní
- Ohridski plavački maraton – mezinárodní plavecká soutěž pořádaná v Ochridském jezeru